# Amy Cuddy

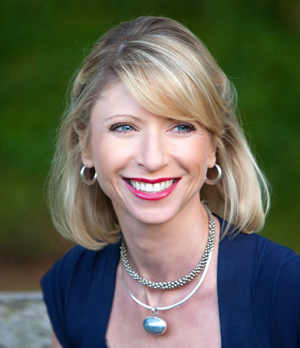
Amy Cuddy, 2012

Amy Joy Casselberry Cuddy (* 23. Juli 1972 in Robesonia) ist eine amerikanische Sozialpsychologin.

## Leben
Cuddy absolvierte die Conrad Weiser High School in ihrem von deutschen Einwanderern geprägten Geburtsort. Sie studierte Sozialpsychologie an der University of Colorado. Nach ihrem BA wechselte sie an die Princeton University, wo sie im selben Fach einen MA und einen PhD erhielt.
Cuddy war Assistant Professor an der Rutgers University und an der Kellogg School of Management. Jetzt lehrt sie an der Harvard Business School.